# Four Points (Texas)
Four Points es un lugar designado por el censo ubicado en el condado de Webb en el estado estadounidense de Texas. En el Censo de 2010 tenía una población de 18 habitantes y una densidad poblacional de 13,44 personas por km².

## Geografía
Four Points se encuentra ubicado en las coordenadas 27°47′47″N 99°27′17″O / 27.79639, -99.45472. Según la Oficina del Censo de los Estados Unidos, Four Points tiene una superficie total de 1.34 km², de la cual 1.34 km² corresponden a tierra firme y (0%) 0 km² es agua.

## Demografía
Según el censo de 2010, había 18 personas residiendo en Four Points. La densidad de población era de 13,44 hab./km². De los 18 habitantes, Four Points estaba compuesto por el 100% blancos, el 0% eran afroamericanos, el 0% eran amerindios, el 0% eran asiáticos, el 0% eran isleños del Pacífico, el 0% eran de otras razas y el 0% pertenecían a dos o más razas. Del total de la población el 94.44% eran hispanos o latinos de cualquier raza.